# Stenopogon gratus
Stenopogon gratus là một loài ruồi trong họ Asilidae. Stenopogon gratus được Loew miêu tả năm 1872.